# Claude Favre de Vaugelas
Claude Favre de Vaugelas, barone di Pérouges (Meximieux, 6 gennaio 1585 – Parigi, 26 febbraio 1650), è stato un grammatico francese.

## Biografia
Secondo figlio di Antoine Favre, presidente del senato di Savoia sedente a Chambéry e barone di Pérouges, Vaugelas nacque a Clos Vaugelas nella parrocchia di Meximieux nella Bresse, che faceva parte all'epoca del ducato di Savoia. Nel 1624, alla morte di suo padre ottenne il titolo di barone di Pérouges che portò per lungo tempo e che poi alienò. Godeva di una pensione di duemila lire, che suo padre, nel 1619 gli aveva fatto ottenere da Luigi XIII; ma questa pensione, del resto pagata discontinuamente, che formava quasi per intero il suo reddito, fu soppressa più tardi da Richelieu.
Si trasferì ancora fanciullo a Parigi e fece parte della corte, in qualità di gentiluomo, del fratello di Luigi XIII, Gastone d’Orléans, di cui divenne in seguito uno dei ciambellani. Siccome il principe non aveva l'abitudine di pagare con puntualità i suoi domestici, Vaugelas, che doveva accompagnarlo nei suoi frequenti viaggi fuori dal regno, non tardò a contrarre debiti che pesarono su tutta la sua vita. Poiché parlava italiano e spagnolo lavorò anche come interprete alla corte di Luigi XIII.
Essendo stato da giovane uno degli assidui ospiti della "Accademia florimontana" ad Annecy, dove si erano stabiliti per le sue cure e quelle di suo padre, vi conobbe Francesco di Sales e Honoré d'Urfé, prendendo così interesse per lo studio e la dotta conversazione.
Serio, preciso e riflessivo, acquistò ben presto la reputazione di un uomo che conosceva a fondo tutte le regole della lingua francese che parlava perfettamente. Non ci fu bisogno d'altro per farlo scegliere, sebbene egli non avesse ancora scritto nessuna opera, come uno dei membri della Académie française, alla fine del 1634. Egli fu molto utile per la composizione del Dizionario dell'Accademia francese, cui dedicò quindici anni, partecipando alla redazione delle parole che cominciavano dalla lettera "A" alla "I".
Vaugelas, che aveva fatto per lungo tempo, come riferì il letterato Paul Pellisson (1624-1693), che aveva partecipato anche lui ai lavori per il Dizionario, molte belle e curiose osservazioni sulla lingua, le offrì agli accademici che le accettarono e che ordinarono che egli ne parlasse con Chapelain, e che tutti e due redigessero delle memorie sul progetto e sulla conduzione di questo lavoro.
Entrò così nelle grazie di Richelieu che permise che la sua pensione fosse reintrodotta. Siccome egli lo ringraziava per questo favore, il cardinale gli disse: «Ebbene così non dimenticherete d'inserire nel dizionario la parola "pensione".» Al che Vaugelas rispose: «No, monsignore, e meno ancora quella di "riconoscenza"»
Il suo compito per la stesura del Dizionario consisteva nell'ordinare le schede dei termini che poi sottoponeva ai suoi colleghi: seguiva una discussione nelle assemblee ordinarie alle quali si aggiunse, per procedere più velocemente, una riunione speciale che si teneva il mercoledì in due uffici separati. Vaugelas aveva un ruolo predominante in queste discussioni, annotando i punti contestati e deliberando le ricerche necessarie per chiarirli. Ma le interminabili discussioni alle quali dava luogo ogni termine, gli scrupoli di Vaugelas e il suo estremo purismo, come le sue fissazioni, non erano di natura tale da accelerare il lavoro. Egli aveva tanto grande stima degli scritti di Coeffeteau che avrebbe voluto che nel Dizionario rientrassero tutte le espressioni usate da quell'autore.
Fu soltanto nel 1647 che Vaugelas pubblicò la sua opera più importante intitolata Remarques sur la langue française, utiles à ceux qui veulent bien parler et bien écrire (Note sulla lingua francese utili a coloro che vogliono ben parlare e ben scrivere) dove egli cercava di definire e codificare il buon uso della lingua francese ispirandosi alla lingua parlata alla corte del re, seguendo la linea di Malherbe.  Questo raffinato grammatico, che polemizzò con il grammatico Gilles Ménage riguardo alle sue  Observations sur la langue française (1650) non poté mai arrivare a pubblicare prima di morire un secondo volume di cui stava preparando il materiale. Lavorò per trent'anni a una traduzione di Quinto Curzio Rufo, che cambiava e correggeva incessantemente e che ebbe il coraggio di riscrivere da capo come dichiarò lui stesso quando una traduzione di Perrot d’Ablancourt che nel frattempo era stata pubblicata, gli chiarì i difetti della sua.
Frequentò con assiduità l'hôtel de Rambouillet, la residenza dove Vaugelas raccoglieva e annotava il modo di parlare della buona società. Verso la fine della sua vita divenne precettore dei figli del principe Tommaso Francesco di Savoia.

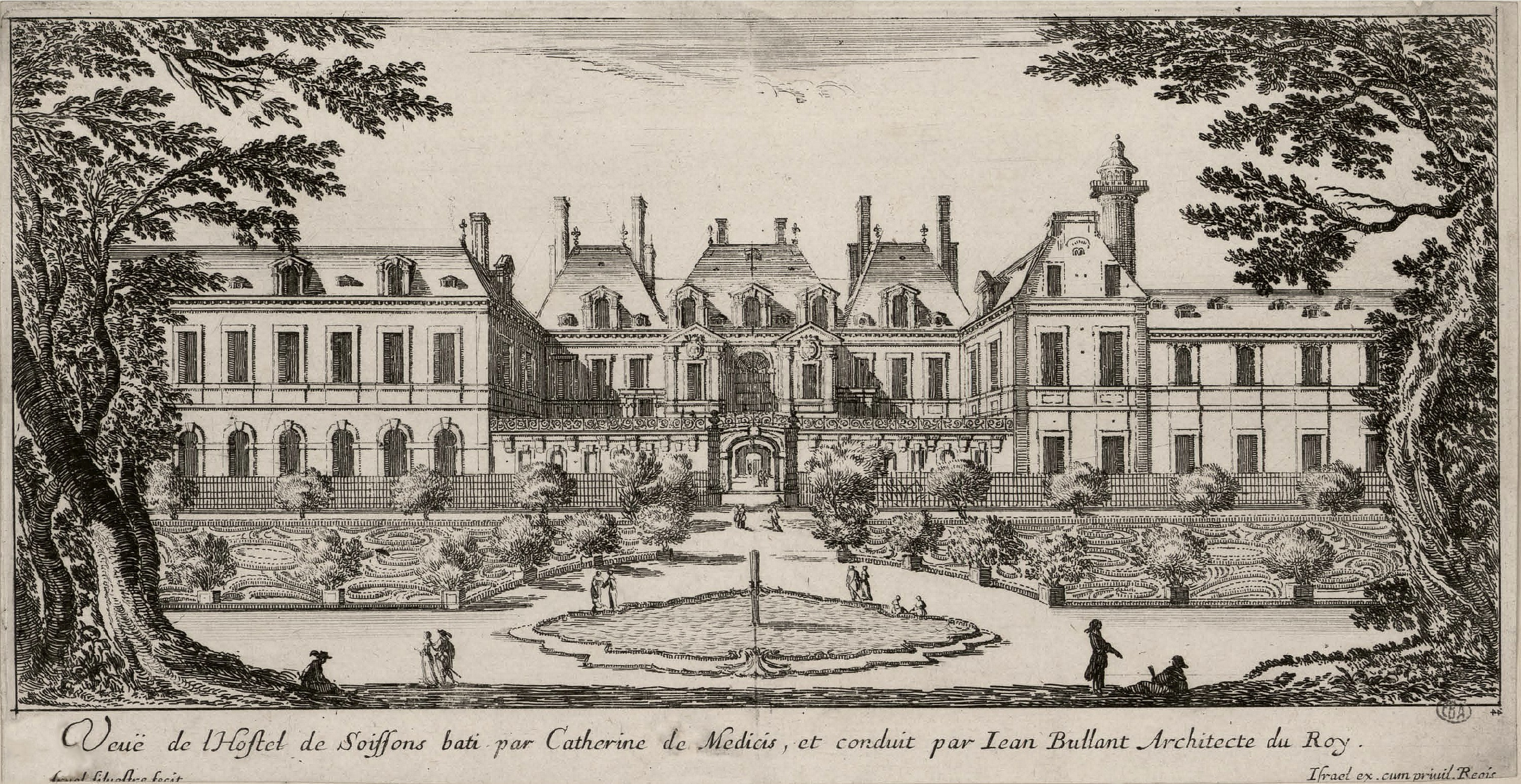
L’hôtel de Soissons nel XVII secolo

Aveva anche un appartamento nell'hôtel di Soissons, ma malgrado questi privilegi e il ristabilimento della pensione, sempre pagata discontinuamente, non poté mai sottrarsi ai disagi economici.
La sua vecchiaia fu segnata da grandi sofferenze. Dopo essere stato, nel mese di febbraio del 1650 afflitto gravemente da una infiammazione allo stomaco che lo tormentava da molti anni, egli si sentì all'improvviso sollevato e credendosi guarito volle passeggiare nel giardino dell'hotel di Soissons. L'indomani mattina il suo male lo riprese con maggiore virulenza. Vaugelas aveva due valletti, ma, essendone uscito uno,  egli mandò l'altro a cercare aiuto. Mentre questo accadeva, ritornò il primo che trovò il suo padrone che vomitava sangue. «Che succede?» domandò il valletto disperato. «Vedi, amico mio - rispose Vaugelas con la flemma di un grammatico che dimostra una regola - tu vedi che poca cosa sia un uomo.»
Queste furono le sue ultime parole. Dopo la sua morte non si trovarono denari sufficienti per pagare i suoi creditori che furono rimborsati con quel che rimaneva dei suoi scritti, le note del Dizionario che l'Accademia poté a fatica ricuperare in forza di una sentenza del tribunale Châtelet di Parigi datata 17 maggio 1651.
Vaugelas, scrisse Pellisson, «era un uomo gradevole, ben fatto di corpo e di spirito, alto di statura; aveva gli occhi e i capelli neri, il viso pieno e colorito. Era molto devoto, educato e rispettoso fino all'eccesso, in modo particolare verso le signore. Temeva sempre di offendere qualcuno, e spesso non osava per questo motivo prendere parte discussioni che potessero metterlo in contrasto con qualcuno». Il suo carattere come le sue doti gli avevano procurato molti amici, fra i quali Faret, de Chaudebonne, Voiture, Chapelain et Conrart.
Le sue opere non sono numerose. Secondo Pellisson egli aveva scritto qualche poesia in italiano molto apprezzata ed anche in francese ma solo in modo estemporaneo. L'influenza e l'autorità delle sue Note furono considerevoli e autorevoli per molto tempo. Sua principale regola è l'uso, inteso e ristretto a certi limiti; egli distingue l'uso nella corte e nel gran mondo e l'uso del popolino, e dimostra nelle esclusioni che egli emette verso certe parole una delicatezza tale che molti lo hanno accusato d'esagerazione e di bizzarria. Vaugelas ebbe tuttavia più di un avversario: La Mothe Le Vayer e Scipion Dupleix scrissero contro la sua opera; Gilles Ménage attaccò le sue etimologie.
I materiali approntati da Vaugelas per un secondo tomo andarono perduti nel pignoramento delle sue carte: l'avvocato Louis-Augustin Alemand di Grenoble decise però di pubblicare nel 1690 le Nouvelles remarques de M. de Vaugelas sur la langue françoise (Paris, G. Desprez, 1690) (Nuove note del Sig. Vaugelas sulla lingua francese), che sembravano essere originali ma si rivelarono delle annotazioni marginali su termini e frasi antiquate e che lo stesso autore aveva messo da parte.
Le Note hanno avuto molte ristampe fra le quali quella del 1701 con le Osservazioni dell'Académie française e quella del 1738, con delle annotazioni di Olivier Patru e di Thomas Corneille. Vaugelas avrebbe voluto fare della sua traduzione di Quinto Curzo un esempio di supporto alle sue Note per indicare il modello che aveva generato le regole: questo spiega il tempo enorme che vi aveva dedicato e l'importanza che vi attribuiva. Questa traduzione apparve per la prima volta nel 1657, a cura di Conrart e di Chapelain, che si trovarono a scegliere tra le cinque o sei differenti versioni che Vaugelas aveva lasciato. La seconda edizione fu simile alla prima; in seguito fu ritrovata una nuova copia che servì a Guy Patin a pubblicare una terza edizione migliore delle precedenti e che fu considerata da allora l'edizione definitiva.

## Riconoscimenti onorifici
- Membro della Académie française
- Intitolazioni del Collegio "Vaugelas" di Meximieux e del Liceo "Vaugelas" di Chambéry.